# Psebe
Psebe (del ruso: Псебе) es un aul del raión de Tuapsé del krai de Krasnodar, en el sur de Rusia. Está situado en las estribaciones meridionales del extremo oeste del Cáucaso Occidental, a orillas del río Psebe, afluente del Nechepsujo, 23 km al noroeste de Tuapsé y 83 km al sur de Krasnodar, la capital del krai. Tenía 416 habitantes en 2010.
Pertenece al municipio Novomijáilovskoye.

## Historia
La localidad fue fundada en 1883 sobre el emplazamiento de un anterior aul adigué, y en ella se alojó a miembros de esa etnia provenientes de Tajtamukái. El 13 de septiembre de 1924 pasó a formar parte del raión nacional shapsug del ókrug del mar Negro del krai del Cáucaso Norte. En la década de 1930 comienza a funcionar el koljós Otvet Vrediteliam. A partir del 16 de abril de 1940 fue devuelto al raión de Tuapsé, anulándose su condición de selsoviet el 17 de julio de 1954.

## Nacionalidades
De los 607 habitantes con que contaba en 1989 598 eran de etnia adigué y 9 de etnia rusa.